# Toheart
Toheart (hangeul: 투하트, communément stylisé ToHeart) est un duo sud-coréen formé par Woohyun d'Infinite et Key de SHINee en 2014. Ce duo est une collaboration entre SM Entertainment et Woollim Entertainment.

## Histoire
Le 20 février 2014, SM Entertainment sort un teaser annonçant Toheart, un duo spécial formé de Woohyun d'Infinite et de Key de SHINee. L'annonce a été suivie par un second teaser prologue qui est sorti le 27 février. Après la sortie d'un vidéoclip teaser le 4 mars 2014 et une piste preview quelques jours plus tard, Toheart débute avec le mini album Delicious et le vidéoclip pour la chanson-titre est sorti le 10 mars. Le même jour, le duo a tenu son premier showcase dans le Coex Artium, présenté par Minho et Sunggyu (SHINee et Infinite),. Jeff Benjamin de Billboard a fait l'éloge du chant du duo, mais également de la chorégraphie et de leur charisme à l'écran.
Woohyun et Key ont déclaré que c'était leur idée de créer cette unité, car ils sont amis et avaient tous les deux envie de travailler ensemble. Ils n'attendaient pas un projet de collaboration en chant, mais plutôt des photoshoots et des choses similaires,. Le 7 avril 2014, le duo a continué leur promotion avec "Tell Me Why" en featuring avec le petit frère de Sungyeol d'Infinite, Lee Daeyeol, mais aussi l'actrice Mun Ka Young. La chanson a été produite par Sweetune. Elle raconte l'histoire du refus d'un homme à voir partir la personne qu'il aimait.

## Membres
| Nom de scène | Nom de scène | Nom de naissance | Nom de naissance | Date de naissance | Nationalité | Position                                                               | Groupe   |
| Romanisé     | Coréen       | Romanisé         | Coréen           | Date de naissance | Nationalité | Position                                                               | Groupe   |
| ------------ | ------------ | ---------------- | ---------------- | ----------------- | ----------- | ---------------------------------------------------------------------- | -------- |
| Woohyun      | 우현         | Nam Woo Hyun     | 남우현           | 8 février 1991    | sud-coréen  | Leader, chanteur principal, danseur, Hyung (le plus âgé)               | Infinite |
| Key          | 키           | Kim Ki-bum       | 김기범           | 23 septembre 1991 | sud-coréen  | Rappeur principal, chanteur principal, danseur, Maknae (le plus jeune) | SHINee   |

## Discographie

### Extended plays
| Titre                                                                                 | Détails sur l'album | Meilleure position | Meilleure position | Meilleure position | Ventes                       |
| Titre                                                                                 | Détails sur l'album | COR                | JPN                | US World           | Ventes                       |
| ------------------------------------------------------------------------------------- | --- | ------------------ | ------------------ | ------------------ | ---------------------------- |
| 1st Mini Album                                                                        | - Date de sortie: 10 mars 2014 - Label: S.M. C&C, Woollim Entertainment, LOEN Entertainment - Format: CD, téléchargement | 1                  | 25                 | 8                  | - COR: 74,242+ - JPN: 6,216+ |
| "—" signifie que le morceau ne s'est pas classé ou n'est pas sorti dans cette région. | |                    |                    |                    |                              |

### Singles
| Titre                                                                                 | Année | Meilleure position | Meilleure position | Meilleure position  | Album          |
| Titre                                                                                 | Année | COR Gaon Chart     | CHN Baidu Chart    | COR Billboard K-Pop | Album          |
| ------------------------------------------------------------------------------------- | ----- | ------------------ | ------------------ | ------------------- | -------------- |
| "Delicious"                                                                           | 2014  | 9                  | 17                 | 27                  | 1st Mini Album |
| "Tell Me Why"                                                                         | 2014  | 36                 | —                  | 63                  | 1st Mini Album |
| "—" signifie que le morceau ne s'est pas classé ou n'est pas sorti dans cette région. |       |                    |                    |                     |                |

### Autres chansons classées
| "You're My Lady"                                                                      | 2014 | 34 | 1st Mini Album |
| "Maze"                                                                                | 2014 | 50 | 1st Mini Album |
| "Start"                                                                               | 2014 | 51 | 1st Mini Album |
| "Intro"                                                                               | 2014 | 82 | 1st Mini Album |
| "—" signifie que le morceau ne s'est pas classé ou n'est pas sorti dans cette région. |      |    |                |

## Vidéoclips
| Année | Vidéoclip                      |
| ----- | ------------------------------ |
| 2014  | "Delicious"                    |
| 2014  | "Delicious (Performance Ver.)" |
| 2014  | "Tell Me Why"                  |

## Récompenses et nominations

### SBS MTV Best of the Best
| Année | Catégorie                   | Travail nommé | Résultat   |
| ----- | --------------------------- | ------------- | ---------- |
| 2014  | Meilleur vidéoclip masculin | Delicious     | Nomination |

### Golden Disk Awards
| Année | Catégorie          | Travail nommé | Résultat |
| ----- | ------------------ | ------------- | -------- |
| 2015  | Prix de Popularité | Toheart       | Lauréat  |